# Піт Норвал
Пітер (Піт) Норвал (афр. Pieter (Piet) Norval) — колишній південноафриканський тенісист, що спеціалізувався на парній грі, олімпійський медаліст, чемпіон Ролан-Гарросу в міксті, переможець підсумкового турніру року. Найвищу одиночну позицію світового рейтингу — 125 місце досяг 19 червня 1989, парну — 16 місце — 16 січня 1995 року. Здобув 14 парних титулів.
Срібну олімпійську медаль Норвал виборов на Олімпіаді 1992 року, що проходила в Барселоні, у парних змаганнях, граючи з Вейном Феррейрою. У фіналі південноафриканська пара поступився німецькій.
Титул Великого шолома в міксті Норвал здобув на Ролан-Гарросі, граючи разом із Катаріною Среботнік.
Завершив кар'єру 2001 року.

## Значні фінали

### Олімпіади

#### Парний розряд: 1 (1 срібна)
| Результат | Рік  | Турнір                      | Покриття | Партнер             | Суперники                | Рахунок                      |
| --------- | ---- | --------------------------- | -------- | ------------------- | ------------------------ | ---------------------------- |
| Срібло    | 1992 | Літні Олімпійські ігри 1992 | Ґрунт    | Вейн Феррейра (RSA) | Борис Бекер Міхаель Штіх | 6–7(5–7), 6–4, 6–7(5–7), 3–6 |

### Фінали турнірів Великого шолома

#### Мікст: 1 титул
| Результат | Рік  | Турнір        | Поверхня | Партнерка          | Супротивники           | Рахунок       |
| --------- | ---- | ------------- | -------- | ------------------ | ---------------------- | ------------- |
| Перемога  | 1999 | Roland Garros | Ґрунт    | Катарина Среботнік | Лариса Нейланд Рік Ліч | 6-3, 3-6, 6-3 |

### Підсумковий турнір року

#### Парний розряд: 1 (1–0)
| Результат | Рік  | Турнір    | Покриття | Партнер        | Суперники                  | Рахунок             |
| --------- | ---- | --------- | -------- | -------------- | -------------------------- | ------------------- |
| Перемога  | 2000 | Фінал ATP | Тверде   | Доналд Джонсон | Магеш Бгупаті Леандер Паес | 7–6(10–8), 6–3, 6–4 |

## Фінали за кар'єру

### Парний розряд: 35 (14–21)
| Легенда                          |
| Великий шлем (0)                 |
| Чемпіонати закінчення сезону (1) |
| Серія Мастерс ATP (2)            |
| Серія турнірів ATP (1)           |
| Тур ATP (10)                     |

| Титули за покриттям |
| Тверде (4)          |
| Ґрунт (5)           |
| Трава (2)           |
| Килим (3)           |

| Результат | Ранг | Дата     | Турнір                                                      | Покриття   | Партнер           | Суперники                        | Рахунок            |
| --------- | ---- | -------- | ----------------------------------------------------------- | ---------- | ----------------- | -------------------------------- | ------------------ |
| Перемога  | 1.   | Бер 1991 | Кі-Біскейн, США                                             | Тверде     | Вейн Феррейра     | Кен Флек Роберт Сегусо           | 5–7, 7–6, 6–2      |
| Поразка   | 1.   | Кві 1992 | Йоганнесбург, Південно-Африканська Республіка               | Тверде     | Вейн Феррейра     | Пітер Олдріч Дані Віссер         | 4–6, 4–6           |
| Поразка   | 2.   | Сер 1992 | Теніс на літніх Олімпійських іграх 1992, Барселона, Іспанія | Ґрунт      | Вейн Феррейра     | Борис Бекер Міхаель Штіх         | 6–7, 6–4, 6–7, 3–6 |
| Перемога  | 2.   | Бер 1993 | Касабланка, Марокко                                         | Ґрунт      | Майк Бауер        | Гірт Дзелде Горан Прпич          | 7–5, 7–6           |
| Поразка   | 3.   | Лип 1993 | Гштад, Швейцарія                                            | Ґрунт      | Гендрік Ян Давідс | Седрік Пйолін Марк Россе         | 3–6, 6–3, 6–7      |
| Поразка   | 4.   | Лип 1993 | Штутгарт, Німеччина                                         | Ґрунт      | Гері Мюллер       | Том Нейссен Цирил Сук            | 6–7, 3–6           |
| Перемога  | 3.   | Жов 1993 | Больцано, Італія                                            | Килим      | Гендрік Ян Давідс | Девід Адамс Андрій Ольховський   | 6–3, 6–2           |
| Поразка   | 5.   | Лют 1994 | Мілан, Італія                                               | Килим      | Гендрік Ян Давідс | Том Нейссен Цирил Сук            | 6–4, 6–7, 6–7      |
| Поразка   | 6.   | Кві 1994 | Ніцца, Франція                                              | Ґрунт      | Гендрік Ян Давідс | Хав'єр Санчес Марк Вудфорд       | 5–7, 3–6           |
| Перемога  | 4.   | Тра 1994 | Гамбург, Німеччина                                          | Ґрунт      | Скотт Мелвілл     | Генрік Гольм Андерс Яррід        | 6–3, 6–4           |
| Перемога  | 5.   | Лип 1994 | Штутгарт, Німеччина                                         | Ґрунт      | Скотт Мелвілл     | Якко Елтінг Паул Гаргейс         | 7–6, 7–5           |
| Поразка   | 7.   | Жов 1994 | Острава, Чехія                                              | Килим      | Гері Мюллер       | Мартін Дамм Карел Новачек        | 4–6, 6–1, 3–6      |
| Поразка   | 8.   | Бер 1995 | Індіан-Веллс, США                                           | Тверде     | Гері Мюллер       | Томмі Го Бретт Стівен            | 4–6, 6–7           |
| Поразка   | 9.   | Жов 1995 | Палермо, Італія                                             | Ґрунт      | Гендрік Ян Давідс | Алекс Корретха Фабріс Санторо    | 7–6, 4–6, 3–6      |
| Поразка   | 10.  | Кві 1996 | Барселона, Іспанія                                          | Ґрунт      | Ніл Брод          | Луїс Лобо Хав'єр Санчес          | 1–6, 3–6           |
| Поразка   | 11.  | Чер 1996 | Nottingham Open, Велика Британія                            | Трава      | Ніл Брод          | Марк Петчі Денні Сепсфорд        | 7–6, 6–7, 4–6      |
| Перемога  | 6.   | Лип 1996 | Ньюпорт, США                                                | Трава      | Маріус Барнард    | Пол Кілдеррі Майкл Теббутт       | 6–7, 6–4, 6–4      |
| Перемога  | 7.   | Сер 1996 | Лос-Анджелес, США                                           | Тверде     | Маріус Барнард    | Йонас Бйоркман Ніклас Культі     | 7–5, 6–2           |
| Поразка   | 12.  | Жов 1996 | Ліон, Франція                                               | Килим      | Ніл Брод          | Джим Грабб Річі Ренеберг         | 2–6, 1–6           |
| Поразка   | 13.  | Тра 1997 | Гамбург, Німеччина                                          | Ґрунт      | Ніл Брод          | Луїс Лобо Хав'єр Санчес          | 3–6, 6–7           |
| Поразка   | 14.  | Бер 1998 | Роттердам, Нідерланди                                       | Килим      | Ніл Брод          | Якко Елтінг Паул Гаргейс         | 6–7, 3–6           |
| Поразка   | 15.  | Лип 1998 | Swedish Open, Швеція                                        | Ґрунт      | Лен Бейл          | Магнус Густафссон Магнус Ларссон | 4–6, 2–6           |
| Перемога  | 8.   | Сер 1998 | Відкритий чемпіонат Хорватії з тенісу, Хорватія             | Ґрунт      | Ніл Брод          | Їржі Новак (тенісист) Давід Рікл | 6–1, 3–6, 6–3      |
| Поразка   | 16.  | Жов 1998 | Базель, Швейцарія                                           | Тверде (i) | Кевін Ульєтт      | Олів'є Делетр Фабріс Санторо     | 3–6, 6–7           |
| Поразка   | 17.  | Січ 1999 | Qatar ExxonMobil Open, Катар                                | Тверде     | Кевін Ульєтт      | Алекс О'Браєн Джаред Палмер      | 3–6, 4–6           |
| Поразка   | 18.  | Жов 1999 | Відень, Австрія                                             | Тверде (i) | Кевін Ульєтт      | Давід Пріносіл Сендон Столл      | 3–6, 4–6           |
| Перемога  | 9.   | Жов 1999 | Ліон, Франція                                               | Килим      | Кевін Ульєтт      | Вейн Феррейра Сендон Столл       | 4–6, 7–6, 7–6      |
| Перемога  | 10.  | Лис 1999 | Стокгольм, Швеція                                           | Тверде (i) | Кевін Ульєтт      | Ян-Майкл Гембілл Скотт Гамфріс   | 7–5, 6–3           |
| Поразка   | 19.  | Бер 2000 | Сантьяго, Чилі                                              | Ґрунт      | Лен Бейл          | Густаво Куертен Антоніо Пріето   | 2–6, 4–6           |
| Перемога  | 11.  | Кві 2000 | Estoril Open, Португалія                                    | Ґрунт      | Доналд Джонсон    | Девід Адамс Джошуа Ігл           | 6–4, 7–5           |
| Перемога  | 12.  | Чер 2000 | Nottingham Open, Велика Британія                            | Трава      | Доналд Джонсон    | Елліс Феррейра Рік Ліч           | 1–6, 6–4, 6–3      |
| Поразка   | 20.  | Жов 2000 | Тулуза, Франція                                             | Тверде (i) | Доналд Джонсон    | Жюльєн Бутте Фабріс Санторо      | 6–7, 6–4, 6–7      |
| Перемога  | 13.  | Жов 2000 | Базель, Швейцарія                                           | Килим      | Доналд Джонсон    | Роджер Федерер Домінік Грбатий   | 7–6, 4–6, 7–6      |
| Поразка   | 21.  | Лис 2000 | Штутгарт, Німеччина                                         | Тверде (i) | Доналд Джонсон    | Їржі Новак (тенісист) Давід Рікл | 6–3, 3–6, 4–6      |
| Перемога  | 14.  | Гру 2000 | Фінал ATP, Бенгалуру, Індія                                 | Тверде     | Доналд Джонсон    | Магеш Бгупаті Леандер Паес       | 7–6, 6–3, 6–4      |

## Досягнення в парному розряді
| W | Ф | ПФ | ЧФ | #Р | КТ | К# | DNQ | A | NH |

| Турнір                                 | 1986                                                    | 1987                                                    | 1988                                                    | 1989                                                    | 1990  | 1991  | 1992  | 1993  | 1994  | 1995  | 1996  | 1997  | 1998  | 1999  | 2000  | 2001  | Career SR | Виграшів-поразок за кар'єру |
| -------------------------------------- | ------------------------------------------------------- | ------------------------------------------------------- | ------------------------------------------------------- | ------------------------------------------------------- | ----- | ----- | ----- | ----- | ----- | ----- | ----- | ----- | ----- | ----- | ----- | ----- | --------- | --------------------------- |
| Турніри Великого шолома                |                                                         |                                                         |                                                         |                                                         |       |       |       |       |       |       |       |       |       |       |       |       |           |                             |
| Відкритий чемпіонат Австралії з тенісу | NH                                                      |                                                         |                                                         |                                                         |       |       | 2р    | 3р    | 3р    | 1р    | 2р    | ЧФ    | 1р    | 1р    | 2р    | 1р    | 0 / 10    | 9–10                        |
| Відкритий чемпіонат Франції з тенісу   |                                                         |                                                         |                                                         |                                                         |       | 1р    | 3р    | ЧФ    | 1р    | 1р    | 1р    | 2р    | 1р    | 3р    | 3р    |       | 0 / 10    | 9–10                        |
| Вімблдонський турнір                   |                                                         |                                                         |                                                         |                                                         | 3р    | ПФ    | 1р    | 3р    | 1р    | 3р    | 1р    | ЧФ    | 3р    | 3р    | 2р    |       | 0 / 11    | 18–11                       |
| Відкритий чемпіонат США з тенісу       |                                                         |                                                         |                                                         |                                                         | 3р    | 2р    | 3р    | 2р    | 1р    | 1р    | 1р    | 1р    | ЧФ    | 1р    | 1р    |       | 0 / 11    | 9–10                        |
| Великий Шлем SR                        | 0 / 0                                                   | 0 / 0                                                   | 0 / 0                                                   | 0 / 0                                                   | 0 / 2 | 0 / 3 | 0 / 4 | 0 / 4 | 0 / 4 | 0 / 4 | 0 / 4 | 0 / 4 | 0 / 4 | 0 / 4 | 0 / 4 | 0 / 1 | 0 / 42    | N/A                         |
| В-П за сезон                           | 0–0                                                     | 0–0                                                     | 0–0                                                     | 0–0                                                     | 4–2   | 5–2   | 5–4   | 8–4   | 1–4   | 2–4   | 1–4   | 7–4   | 5–4   | 4–4   | 3–4   | 0–1   | N/A       | 45–41                       |
| Серія Мастерс ATP                      |                                                         |                                                         |                                                         |                                                         |       |       |       |       |       |       |       |       |       |       |       |       |           |                             |
| Індіан-Веллс                           | Перед 1990-м роком це не були турніри серії ATP Мастерс | Перед 1990-м роком це не були турніри серії ATP Мастерс | Перед 1990-м роком це не були турніри серії ATP Мастерс | Перед 1990-м роком це не були турніри серії ATP Мастерс |       | 1р    | ЧФ    |       |       | Ф     |       | 2р    | 1р    |       | 1р    |       | 0 / 6     | 7–6                         |
| Відкритий чемпіонат Маямі з тенісу     | Перед 1990-м роком це не були турніри серії ATP Мастерс | Перед 1990-м роком це не були турніри серії ATP Мастерс | Перед 1990-м роком це не були турніри серії ATP Мастерс | Перед 1990-м роком це не були турніри серії ATP Мастерс |       | П     | ПФ    |       |       | 2р    |       | ПФ    | ПФ    | 2р    | 3р    |       | 1 / 7     | 16–6                        |
| Монте-Карло                            | Перед 1990-м роком це не були турніри серії ATP Мастерс | Перед 1990-м роком це не були турніри серії ATP Мастерс | Перед 1990-м роком це не були турніри серії ATP Мастерс | Перед 1990-м роком це не були турніри серії ATP Мастерс |       |       |       | 1р    | 2р    | 2р    | 2р    | ЧФ    | 1р    | 2р    | 1р    |       | 0 / 8     | 6–8                         |
| Рим                                    | Перед 1990-м роком це не були турніри серії ATP Мастерс | Перед 1990-м роком це не були турніри серії ATP Мастерс | Перед 1990-м роком це не були турніри серії ATP Мастерс | Перед 1990-м роком це не були турніри серії ATP Мастерс |       |       |       | 1р    | ЧФ    | 1р    | 1р    | 1р    | 1р    | 1р    | 2р    |       | 0 / 8     | 3–8                         |
| Гамбург                                | Перед 1990-м роком це не були турніри серії ATP Мастерс | Перед 1990-м роком це не були турніри серії ATP Мастерс | Перед 1990-м роком це не були турніри серії ATP Мастерс | Перед 1990-м роком це не були турніри серії ATP Мастерс |       |       |       | 1р    | П     | 1р    | 2р    | Ф     | ЧФ    | 2р    | 2р    |       | 1 / 8     | 14–7                        |
| Мастерс Канада                         | Перед 1990-м роком це не були турніри серії ATP Мастерс | Перед 1990-м роком це не були турніри серії ATP Мастерс | Перед 1990-м роком це не були турніри серії ATP Мастерс | Перед 1990-м роком це не були турніри серії ATP Мастерс |       |       |       |       |       |       | 2р    | 1р    |       | 2р    | ПФ    |       | 0 / 4     | 5–4                         |
| Мастерс Цинциннаті                     | Перед 1990-м роком це не були турніри серії ATP Мастерс | Перед 1990-м роком це не були турніри серії ATP Мастерс | Перед 1990-м роком це не були турніри серії ATP Мастерс | Перед 1990-м роком це не були турніри серії ATP Мастерс |       | ЧФ    | 1р    | 1р    | 1р    | 2р    | 2р    | 2р    | 1р    | 1р    | 1р    |       | 0 / 10    | 5–10                        |
| Штутгарт (Стокгольм)                   | Перед 1990-м роком це не були турніри серії ATP Мастерс | Перед 1990-м роком це не були турніри серії ATP Мастерс | Перед 1990-м роком це не були турніри серії ATP Мастерс | Перед 1990-м роком це не були турніри серії ATP Мастерс |       | 2р    | 2р    | ЧФ    | 2р    | 1р    | 1р    | 1р    | 1р    | 1р    | Ф     |       | 0 / 10    | 7–10                        |
| Париж                                  | Перед 1990-м роком це не були турніри серії ATP Мастерс | Перед 1990-м роком це не були турніри серії ATP Мастерс | Перед 1990-м роком це не були турніри серії ATP Мастерс | Перед 1990-м роком це не були турніри серії ATP Мастерс |       | 1р    | ЧФ    | 1р    | 2р    | 1р    |       | ПФ    | ЧФ    | 1р    | 1р    |       | 0 / 9     | 8–9                         |
| Серія Мастерс SR                       | N/A                                                     | N/A                                                     | N/A                                                     | N/A                                                     | 0 / 0 | 1 / 5 | 0 / 5 | 0 / 6 | 1 / 6 | 0 / 8 | 0 / 6 | 0 / 9 | 0 / 8 | 0 / 8 | 0 / 9 | 0 / 0 | 2 / 70    | N/A                         |
| В-П за сезон                           | N/A                                                     | N/A                                                     | N/A                                                     | N/A                                                     | 0–0   | 8–4   | 8–5   | 2–6   | 9–5   | 6–8   | 4–6   | 14–9  | 7–8   | 3–8   | 10–9  | 0–0   | N/A       | 71–68                       |
| Рейтинг на кінець року                 | 870                                                     | 336                                                     | 334                                                     | 503                                                     | 89    | 19    | 39    | 36    | 18    | 43    | 37    | 28    | 29    | 25    | 23    | 1292  | N/A       | N/A                         |